# Neptis narayana
Neptis narayana är en fjärilsart som beskrevs av Moore 1858. Neptis narayana ingår i släktet Neptis och familjen praktfjärilar. Inga underarter finns listade i Catalogue of Life.